# Current Opinion in Genetics & Development
Current Opinion in Genetics & Development is een internationaal, aan collegiale toetsing onderworpen wetenschappelijk tijdschrift op het gebied van de celbiologie en de genetica. De naam wordt in literatuurverwijzingen meestal afgekort tot Curr. Opin. Genet. Dev. Het wordt uitgegeven door Elsevier en verschijnt tweemaandelijks.